# Mark Rober
Mark Braxton Rober (1980. március 11. –) amerikai Youtuber, mérnök és feltaláló. YouTube-on látványos kísérleteiért lett ismert. Kilenc évig dolgozott a NASA mérnökeként, főként a Curiosity marsjárón. Később dolgozott négy évet a Apple Inc. cégnél, terméktervezőként, főként önvezető autókon.

## Korai évek
Mark Braxton Rober Orange megyében nőtt fel, Kaliforniában. Gyerekként kezdte el érdekelni a mérnöki munka, létrehozott egy szemüveget, amelynek segítségével nem könnyezett az ember hagymák felvágása közben. A Brigham Young University-n és a University of Southern California-n végezte tanulmányait, mérnöki diplomát szerezve.

## Karrier

### Korai karrier: NASA
Rober 2004-ben csatlakozott a NASA Jet Propulsion Laboratory űrközpontjához. Itt kilenc évig dolgozott, amelyből hetet a Curiosity létrehozásával töltött, amely napjainkban már a Marson jár. Több JPL misszió hardverjét is ő tervezte, mint az AMT, a GRAIL, a SMAP és a Mars Science Laboratory. A JPL Wired egyik fő tervezője volt.

### YouTube
A NASA munkatársaként eltöltött ideje alatt kezdett el videókat készíteni.
2011 októberében vette fel első videóját, amelyben egy halloweeni jelmezt készített, amelyen két iPad segítségével át lehetett látni a testén. Ez a videó egy nap alatt 1.5 millió megtekintést szerzett. A következő évben Rober elindította a Digital Dudz céget, amely halloweeni jelmezeket készített, a videó koncepciója alapján. Az elindítás utáni három héten 250 ezer dollár bevételt generált a cég, 2013-ra már nagyobb boltok is árulták a jelmezeket. 2013-ban a brit Morphsuitsnak adta el a Digital Dudz-ot.
2018 decemberében posztolt egy videót, amelyben tolvajokat vert át, ruhájukra különböző színes gilttereket ragasztva. A videó nagy siker lett, egy nap alatt 25 millióan tekintették meg. 2019 decemberében megismételte a videó koncepcióját, Macaulay Culkinnal együtt. 2020-ban ismét kirakott egy hasonló videót, a bomba harmadik verziójával. Ezen bombával már együttműködött az állami rendőrséggel is, hogy elkapjanak tolvajokat. 
Rober írt cikkeket a Men's Health-nek és készített TEDx beszédeket is, 2015-ben, How to Come Up with Good Ideas és The Super Mario Effect – Tricking Your Brain into Learning More címmel. Ezek mellett többször is szerepelt a Jimmy Kimmel Live!-on. 2018-ban kiderült, hogy titokban az Apple Inc. munkatársa volt virtuális valóság projekteken. 2015 és 2020 között az Apple Special Projects Group terméktervezője volt. 2020-ban kezdte el műsorát a Discovery Channel-ön, Jimmy Kimmellel.
2019 októberében MrBeasttel együtt elindította a #TeamTrees projektet, amely minden adományozott dollárért ültetett egy fát. A cél 20 millió volt. Fontosabb youtuberek, akik adományoztak: iJustine, the Slow Mo Guys, Marques Brownlee, Hannah Stocking, PewDiePie, The Try Guys, AsapScience, Smarter Every Day, How Ridiculous, Half as Interesting, Life Noggin, illetve Elon Musk is.
2020-ban elindította egy 30 napos programot a Monthly platformon, Creative Engineering néven.

## Magánélete
Rober 2015-ben Sunnyvalebe (Kalifornia) költözött feleségével és fiával. Fia autista.
2020 augusztusában miközben egy videót forgatott a Bahamákon cápákkal, elkapta a Covid19 vírust, amely következtében elhalasztotta a felvételeket.